# Glen Sherley
Glen Milborn Sherley (9 mars 1936-11 mai 1978) était un auteur-compositeur-interprète de musique country américain qui a écrit la fameuse chanson  Greystone Chapel en 1968 pour être chantée par Johnny Cash lors du concert At Folsom Prison.